# غوستاف فريدريش فاغن

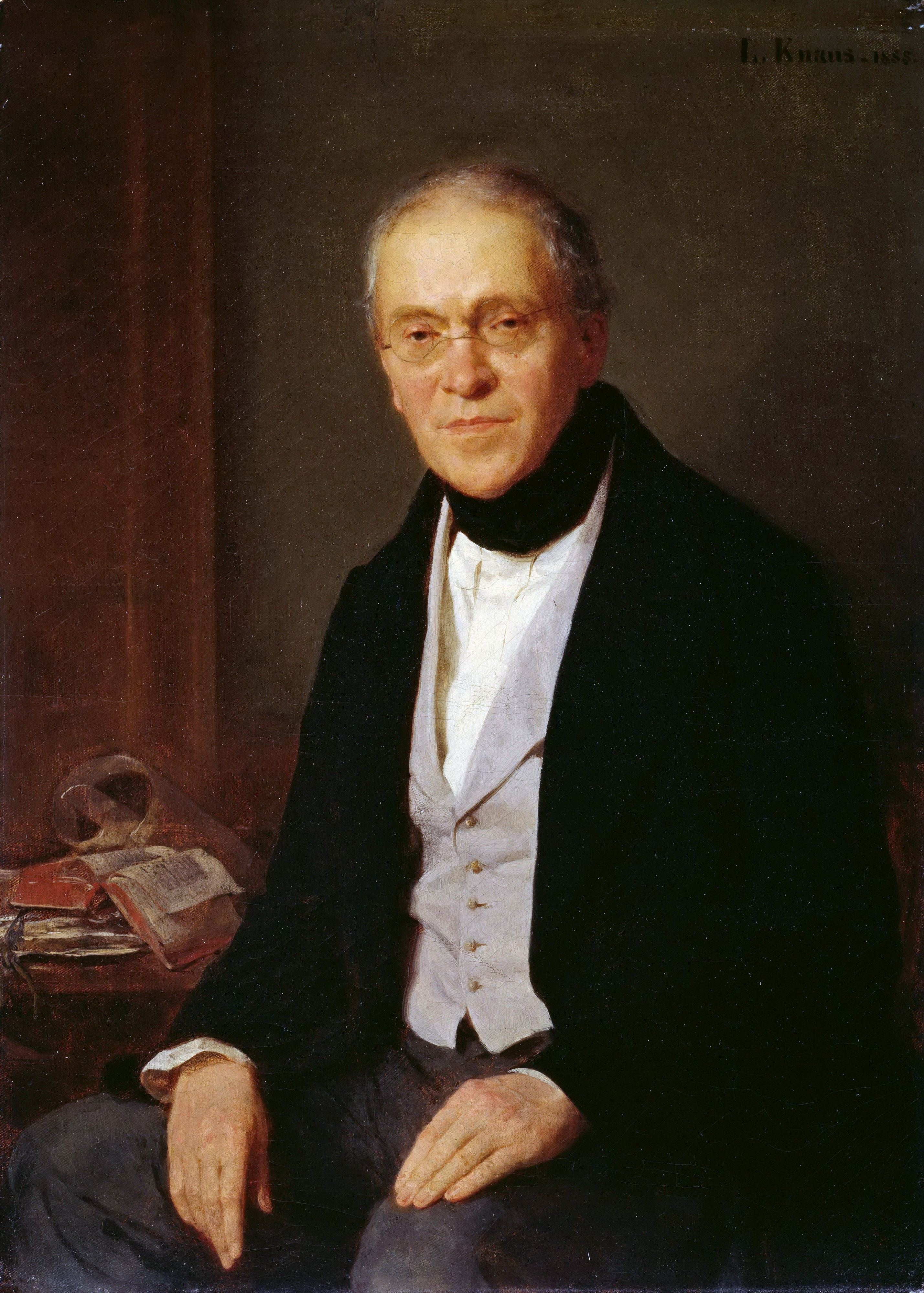
"صورة لغوستاف فريدريش فاغن"؛ لودفيغ كناوس (1855)

كان غوستاف فريدريش فاغن (بالألمانية: Gustav Friedrich Waagen) (11 فبراير 1794 – 15 يوليو 1868) مؤرخًا فنيًا ألمانيًا. حظيت آرائه باحترام كبير في إنجلترا، حيث تلقى دعوة للإدلاء بشهادته أمام اللجنة الملكية للتحقيق في حالة المعرض الوطني ومستقبله، والذي كان مرشحًا رئيسيًا ليصبح مديرًا له. توفي في زيارة إلى كوبنهاغن عام 1868.

## سيرة شخصية
وُلد فاغن في هامبورغ، وهو ابن رسام وابن أخ ومحب للشاعر لودفيغ تيك. بعد أن تخرج من كلية هيرشبيرج، سيليزيا (جيلينيا جورا الحديثة)، تطوع للخدمة في حملة نابليون 1813 – 1814، وحضر محاضرات في جامعة بريسلاو عند عودته. كرس نفسه لدراسة الفن، التي تابعها في المعارض الأوروبية الكبرى، أولاً في ألمانيا، ثم في هولندا وإيطاليا.
أدى كتيب عن الأخوين فان إيك في عام 1832 إلى تعيينه في منصب مدير متحف برلين الذي تم إنشاؤه حديثًا (توسّع الآن بشكل كبير ليصبح متاحف ولاية برلين)، على الرغم من اهتمامه الرئيسي باللوحات في ما يعرف الآن باسم جيملده جاليري، برلين. كانت نتيجة رحلة إلى لندن وباريس منشورًا مهمًا في ثلاثة مجلدات، بعنوان «أعمال فنية وفنانين في إنجلترا وباريس» (Kunstwerke und Künstler in England und Paris) (برلين، 1837–39)، والذي أصبح أساس كتابه الأكثر أهمية «كنوز الفن في بريطانيا العظمى»، والذي ترجم بواسطة إليزابيث إيستليك، (4 مجلدات، لندن، 1854 و1857). على الرغم من أن غوستاف فاغن قد تعرض لانتقادات بسبب «خبرته غير المنتظمة» بالمعايير الحديثة، إلا أن عمله كان يُنظر إليه على أنه موثوق للغاية على مدى نصف القرن التالي.
في عام 1844، تم تعيينه أستاذًا لتاريخ الفن في جامعة برلين، وفي عام 1861 تم استدعاؤه إلى سان بطرسبرج كمستشار في ترتيب وتسمية الصور في المجموعة الإمبراطورية. عند عودته، نشر كتابًا عن مجموعة هيرميتاج (ميونيخ، 1864). من بين منشوراته الأخرى بعض المقالات عن روبنز، مانتيجنا وسيغنوريللي؛ «أعمال فنية وفنانين في ألمانيا» (Kunstwerke und Künstler in Deutschland)؛ و«أبرز المعالم الفنية» (Die vornehmsten Kunstdenkmäler) في فيينا.
في عام 1849، أصبح فاغن عضوًا مناظرًا، يعيش في الخارج، في المعهد الملكي الهولندي.

## روابط خارجية
- كنوز الفن للنصوص على الإنترنت في بريطانيا العظمى: كونه حسابًا للمجموعات الرئيسية للوحات والرسومات والمنحوتات والإضاءة، بقلم جوستاف فريدريش واغن وإليزابيث ريجبي إيستليك وألجيرنون جريفز. ترجمه إليزابيث ريجبي إيستليك، نشره جيه موراي، 1854 (الأصل من مكتبة نيويورك العامة)
- الفن كوجود غابرييل جويرسيو - مطبعة معهد ماساتشوستس للتكنولوجيا، 2006
- غوستاف واجن في قاموس مؤرخي الفن